# Statuenmenhir von Die
 Der Statuenmenhir von Die ist ein Statuenmenhir, der in der Gemeinde Die im Département Drôme in Frankreich gefunden wurde und im Archäologischen Museum von Die und des Diois (französisch Musée de Die et du Diois) ausgestellt ist.
1992 wurden in Die während der Erweiterung der Genossenschaftskellerei von Clairette in einer Tiefe von 0,6 m sechs Kalksteinplatten ausgegraben. Auf den bruchkantengeordneten Platten erkannten Serge Durand und Daniel Orand Gravuren. Der aus vier Teilen zusammengesetzte, etwa 4,0 m hohe, pfeilerartige Statuenmenhir, mit einem geschätzten Gewicht von zwei Tonnen, und zwei etwa 1,0 m hohe Stelen wurden dem Museum von Die übergeben.
Das Material stammt von einer alluvialen Terrasse der Drôme in etwa 20 km Entfernung. Die Kalksteinplatte des Statuenmenhirs wurde an drei Seiten sorgfältig bearbeitet. Die vierte Seite ist naturbelassen. Die Frontseite trägt mehrere Gravuren. Im oberen Teil zeichnen vier Kreisbögen eine Halskette oder einen Brustpanzer. Darunter sind zwei Bögen zu sehen, die mit einem viereckigen Muster verbunden sind. Ein nicht identifizierbares Schild ziert die Basis des Menhirs.
Die beiden Stelen bestehen aus dem gleichen Material wie der Menhir. Sie sind viereckige Blöcke von etwa vierzig Zentimetern Dicke mit leicht abgerundeten Ecken und fast flacher Spitze. Sie tragen keine Gravuren.